# Flughafen Guernsey

i7
i11
i13
Der Flughafen Guernsey (englisch Guernsey Airport, IATA-Code: GCI, ICAO-Code: EGJB) ist ein Verkehrsflughafen auf der britischen Insel Guernsey, welche zu den Kanalinseln gezählt wird. Der Flughafen liegt ungefähr 5 Kilometer südwestlich der Hauptstadt von Guernsey, St. Peter Port.

## Geschichte
Der Flughafen von Guernsey wurde ursprünglich am 5. Mai 1939 als Flugplatz mit einfachen Graspisten eröffnet und erst ab Oktober 1946 regelmäßig von Zivilflügen genutzt. 1960 nahm der Flughafen eine befestigte Piste in Betrieb, welche noch heute als Hauptbahn fungiert. 2004 erfolgte die Eröffnung des neuen Terminals. Der Flughafen wird durch die Lokalregierung unterhalten und betrieben.

## Fluggesellschaften und Ziele
Der Flughafen wird heute ausschließlich zivil genutzt und bietet wegen der Bedeutung der Kanalinseln für britische Touristen zahlreiche Linienflugverbindungen zu diversen Zielen in Großbritannien. Zudem sorgen Privatmaschinen für einen wesentlichen Anteil der Flugbewegungen am Flughafen.

## Zwischenfälle
- Am 1. November 1961 geriet eine vom Flughafen Cherbourg-Maupertus kommende Bristol 170 Mk.32 der Silver City Airways (Luftfahrzeugkennzeichen G-ANWL) beim Durchstartversuch am Flughafen Guernsey außer Kontrolle, berührte den Boden mit der rechten Tragfläche und überschlug sich. Der Kontrollverlust war durch ein Versagen der Propellerverstellung des rechten Triebwerks bedingt. Von den 10 Insassen kamen 2 Besatzungsmitglieder um, alle anderen überlebten.[6]

- Am 24. September 1963 kam es mit einer Bristol 170 Mk.32 der British United Air Ferries (G-AMWA) beim Start vom Flughafen Guernsey zu einer Triebwerksstörung. Die Maschine sollte nach Bournemouth fliegen und beförderte überwiegend Fracht und einen Pkw. Der Start wurde bei einer Geschwindigkeit von etwa 80 Knoten abgebrochen. Als die Piloten erkannten, dass die verbleibende Startbahnlänge nicht mehr ausreichen und es zu einer Kollision mit Hindernissen kommen würde, steuerten sie das Flugzeug nach links, woraufhin die Maschine kurz abhob, dann durch einen Zaun und über eine Straße rollte und schließlich 200 bis 400 Meter hinter dem Startbahnende zum Stehen kam. Alle drei Besatzungsmitglieder und der einzige Passagier überlebten, das Flugzeug war jedoch schrottreif.[7][8]

- Am 18. September 1981 fielen bei einer Britten-Norman BN-2 Islander der Jersey European Airways (G-BDNP) aufgrund einer Fehlbedienung der Treibstoffzufuhr beim Anflug auf den Flughafen Guernsey beide Triebwerke aus. Bei der nachfolgenden Bruchlandung auf einem Feld nahe dem Flughafen erlitt der Pilot schwere Verletzungen, während die acht Passagiere den Unfall mit leichten Verletzungen überstanden. Das Flugzeug wurde dabei irreparabel beschädigt.[9] Anlässlich der Untersuchung dieses Vorfalls wurden gravierende Mängel in der technischen Ausrüstung zur Kommunikation der Rettungskräfte aufgedeckt und in der Folge behoben.

- Am 7. Dezember 1997 überrollte eine Fokker F-27-500F der Air UK (G-BNCY) bei einer Landung unter böigem Seitenwind das Ende der Landebahn und kam erst in einem angrenzenden Feld zum Stehen. Dabei wurden vier der 54 Flugzeuginsassen leicht verletzt; das Flugzeug musste als wirtschaftlicher Totalschaden abgeschrieben werden.[10]

- Am 12. Januar 1999 kamen beim Absturz einer als Frachtflugzeug genutzten Fokker F-27-600 der Fluggesellschaft Channel Express (G-CHNL) beide Piloten ums Leben. Die unsachgemäß verstaute Ladung hatte dazu geführt, dass das Flugzeug beim Landeanflug auf den Flughafen Guernsey unkontrollierbar wurde, wodurch es auf ein nahegelegenes Haus stürzte und in Flammen aufging.[11]

- Am 17. Juni 2014 stürzte eine private Socata TB 10 (G-POPI) kurz nach dem Start wegen eines technischen Defekts in ein Gewächshaus. Das Flugzeug wurde dabei komplett zerstört; die beiden Insassen überlebten mit leichten Verletzungen.[12]